# 橘あやか
橘 あやか（たちばな あやか、Ayaka Tachibana、1991年1月9日 - ）は、日本の女性ファッションモデル、インフルエンサー、ライバー、プロデューサー。美人百花専属読者モデル「Flowers」2期生として活動中。ライバー事務所「Petit magie（プティマジー）」 代表であり、ファッションブランド「Prima on air （プリマオンエア）」のトータルプロデューサー、「bel Flóra（ベルフローラ）」のブランドプロデューサーである。神奈川県出身。

## 経歴
2016年3月幼稚園教諭退職。4月から1年間スーパー耐久のレースクイー ンとして活動。SHOWROOM Award タレントモデル部門でグランプリを受賞。
2020年 講談社「with」の読者モデル、withgirlsのスターメンバー、小学館「美的」の読者モデル、美的クラブメンバーモデルとして活動した。
2021年2月、「美人百花」専属読者モデル「Flowers」2期生として活動開始。6月、17LIVE配信活動開始。8月、京都コレクションに出演。9月ライバー事務所 「Petit magie（プティマジー）」代表就任。
2022年8月 ANTEPRIMA（アンテプリマ）のドレスモデルとして、 関西コレクションAWに出演。
2023年11月 セレクトファッションブランド 「bel Flóra（ベルフローラ）」 のプロデューサーとして活動開始。
2024年1月 桂由美のウエディングドレスモデルとして、関西コレクションSSに出演。
2024年8月佐久間宣行のNOBROCK TVの罵倒カフェ最終オーディションに出演。合格。
2025年6月 「Prima on air（プリマオンエア）」リリース 
ライブコマース＆Eコマース 開始

## 人物
JSAアイシングクッキー認定講師資格を取得。教室を開講。
趣味は、アニメ鑑賞、カフェ巡り、愛犬のレイ(ポメラニアンとミニチュアダックスのミックス)と、ピノ(マルチーズとトイプードルのミックス)と遊ぶこと。

## ライバー活動
- 2015年 SHOWROOMにて配信開始
- 2016年 SHOWROOM Awardタレントモデル部門グランプリ獲得 [3]
- 2022年6月-17LIVEにて配信中
- 2025年3月-TikTokLIVEにて配信中

## 出演

### テレビ
- めざましテレビ （2016年、フジテレビ）-ココ調レポーター
- お願い!ランキング（2016年、テレビ朝日）
  - 3Dフィギュア紹介
  - 便利文房具紹介
  - いいねチャンピョン
- 変ラボ（2016年、日本テレビ）-スマホで動画は撮れるのか
- 行列の出来る法律相談所（2016年、日本テレビ）-再現VTR
- 月曜から夜ふかし（2016年、日本テレビ）-インタビュー
- DIAMOND TV〜ライオン魂〜（2016年、千葉テレビ）

### MV
- 鈴木鈴木 「 望みと願い 」ヒロイン 元カノ 沙羅役(2024年)

### 雑誌
- FRIDAY（2016年、講談社）-グラビア2ページ
- FRIDAY GOLD（2016年、講談社）-グラビア3ページ
- 唐揚げウォーカー（2016年、KADOKAWA）-唐揚げ観光大使 掲載
- NEKO MOOK ヘアカタログシリーズ オトナの愛されヘアカタログVol.26[4]（2019年、ネコ・パブリッシング）
- with（2020年、講談社）
- 美的（2020年、小学館）
- 美人百花（2021年-、角川春樹事務所）

### その他
- シンガポール AFA アニメフェス現地リポーター（2016年）
- ポムポムプリンカフェ HP媒体モデル（2016年）
- JR東日本山手線中吊り広告掲載（2016年）
- タップルWeb広告モデル（2021年）
- BULK HOMMEWebCM（2022年）
- 転職サイトウェンブリー WebCM（2023年）
- TOKYO BIG HOUSE Web広告モデル（2023年）
- AGIOIA（アジョイア） ジュエリーモデル（2023年）
- 鴻巣 フラワーラジオゲスト出演（2023年）
- BLUE LABEL CRESTBRIDGE Webモデル（2023年）
- 佐久間宣行のNOBROCK TV罵倒カフェ最終オーディション（16m50s〜） - YouTube（2024年）